# Old Melbourne Gaol
Le Old Melbourne Gaol, situé sur Russell Street à Melbourne en Australie, est un ancien établissement pénitentiaire transformé en musée. Elle comprend un bâtiment et une cour en pierre bleue, et jouxte l'ancien poste de police municipale, les tribunaux de la ville et fait face au quartier général de la police de Russell Street. Sa construction débute en 1839. Durant son exploitation comme prison de 1845 à 1924, l'établissement détient certains des criminels les plus notoires d'Australie, dont le hors-la-loi Ned Kelly et le tueur en série Frederick Bailey Deeming. Au total, 133 personnes y subissent la peine de mort par pendaison. Brièvement utilisée durant la Seconde Guerre mondiale, la prison cesse officiellement ses activités pénitentiaires en 1924 ; des sections de la prison sont intégrées à l'institut royal de technologie de Melbourne, le reste devenant un musée.
Le musée, réparti sur trois niveaux, expose des informations et des objets commémoratifs relatifs aux prisonniers et au personnel, incluant des masques mortuaires des criminels exécutés. Il présente également ce qui est alors considéré comme le crâne de Ned Kelly, avant son vol en 1978, ainsi que le crayon utilisé par Colin Campbell Ross, condamné à tort, pour clamer son innocence par écrit avant son exécution.

## Histoire
Une parcelle de terrain broussailleux au nord-est de Melbourne est choisie pour établir la première prison permanente de Port Phillip. Le 1er janvier 1838, George Wintle est désigné geôlier de l'établissement pour un salaire annuel de 100 livres sterling, et le site est dès lors surnommé Wintle's Hotel. La construction d'une première prison débute en 1839-1840 sur Collins Street West, mais sa taille est rapidement jugée insuffisante. Une seconde prison est alors édifiée entre 1841 et 1844 à l'angle des rues Russell et La Trobe, contiguë à la Cour suprême de l'époque. Le premier bloc de cellules ouvre ses portes aux détenus en 1845, mais les installations sont considérées comme inadéquates, entraînant de fréquentes évasions. La prison est déjà surpeuplée en 1850.
À la suite de la découverte d'or en 1851 et de l'afflux démographique qui en résulte, le maintien de l'ordre se complexifie. En conséquence, une nouvelle aile, dotée de son propre mur d'enceinte, est construite entre 1852 et 1854, privilégiant l'usage de la pierre bleue au détriment du grès. La conception s'inspire des plans de l'ingénieur pénitentiaire britannique Joshua Jebb, notamment de ceux de la prison modèle de Pentonville à Londres, en accord avec les théories de réforme carcérale alors en vigueur. Cette nouvelle aile est agrandie entre 1857 et 1859, période durant laquelle le mur d'enceinte est également étendu. En 1860, une nouvelle aile nord est érigée, comprenant des bâtiments d'entrée, un hall central et une chapelle. Entre 1862 et 1864, un bloc de cellule destiné aux femmes est construit sur le côté ouest (jusqu'alors, les femmes condamnées ne sont pas séparées des détenus masculins). En 1864, le mur d'enceinte et l'ensemble de la prison sont achevés, affirmant sa présence dominante dans le paysage urbain de Melbourne.
À son achèvement, la prison occupe un îlot urbain entier et comprend des cours de promenade, un hôpital dans l'une des cours, une chapelle, des bains et des logements pour le personnel. Une résidence pour les gardiens en chef est construite à l'angle des rues Franklin et Russell, et 17 maisons sont édifiées pour les geôliers sur Swanston Street en 1860. Des artefacts découverts sur le site indiquent que même les geôliers et leurs familles résident à l'intérieur des murs de la prison dans les années 1850 et 1860.